# Minamiiwate-gun (Iwate)
Koordinaten: 39° 26′ N, 141° 14′ O
Minamiiwate (jap. 南岩手郡, -gun, dt. „Süd-Iwate“) war ein Landkreis in der japanischen Präfektur Iwate.

## Geschichte
1887 wird der Landkreis Iwate wird in Nordteil (Landkreis Kitaiwate) und Südteil (Landkreis Minamiiwate) aufgespalten.
Am 1. April 1889 wird die Stadt Morioka vom Landkreis Minamiiwate unabhängig. Der verbleibende Teil wird in folgende 14 Dörfer/Landgemeinden (Mura) gegliedert:
- Takizawa (滝沢村, -mura).
- Heute zu Morioka: Yonai (米内村, -mura), Asagishi (浅岸村, -mura), Nakano (中野村, -mura), Yanagawa (簗川村, -mura), Ōta (太田村, -mura), Motomiya (本宮村, -mura), Kuriyagawa (厨川村, -mura), Tamayama (玉山村, -mura), Yabukawa (藪川村, -mura).
- Heute zu Shizukuishi: Shizukuishi (雫石村, -mura), Nishiyama (西山村, -mura), Omyōjin (御明神村, -mura), Gosho (御所村, -mura).

1896 werden Minamiiwate und Kitaiwate erneut zum Landkreis Iwate zusammengelegt.